# Сумський завод електронних мікроскопів
Сумський завод електронних мікроскопів — колишнє промислове підприємство у місті Суми, Україна. Функціонував у 1959-2009 роках.

## Історія
Завод був побудований відповідно до шостого п'ятирічного плану розвитку народного господарства СРСР і введений в експлуатацію в 1959 році.
У 1968 році заводу було присвоєно найменування «Імені 50-річчя Всесоюзний Ленінський комуністичний союз молоді ВЛКСМ», в 1971 завод був нагороджений Орденом Трудового Червоного Прапора.
Станом на 1984 рік, виробничі потужності заводу включали гальванічний цех, каркасно-штампувальний цех, механічний цех, складальний цех, трансформаторний цех, цех мікроскопів і мас-спектрометрів, а також кілька інших структурних підрозділів; основною продукцією підприємства були електронні мікроскопи різних типів і мас-спектрометрів.
За радянських часів завод був одним із провідних підприємств міста Суми.
Після проголошення незалежності України державне підприємство було перейменовано на Сумський завод електронних мікроскопів «Електрон» і перетворено на відкрите акціонерне товариство].
У травні 1995 року Кабінет міністрів України ухвалив рішення про приватизацію підприємства.
У листопаді 1995 року Міжнародна асоціація академій наук рекомендувала використовувати продукцію заводу академіям наук
У серпні 1997 року завод був включений до переліку підприємств, що мають стратегічне значення для економіки та безпеки України.
До 2009 року завод фактично припинив діяльність. У 2017 році був визнаний банкрутом, і в 2022 році проданий.